# 底棲櫛鯧
底棲櫛鯧為輻鰭魚綱鱸形目鯧亞目長鯧科的其中一種，分布於西大西洋區，從美國佛羅里達州至墨西哥灣北部海域，棲息深度可達403公尺，體長可達60公分，棲息在中層水域，可做為食用魚。